# Rothenfelser Salzbach
Der Rothenfelser Salzbach ist ein knapp einen Kilometer langer Bach auf dem Gebiet der Ortsgemeinde Lemberg im rheinland-pfälzischen Landkreis Südwestpfalz. Er ist ein linker Zufluss des Salzbachs im Südwestlichen Pfälzerwald.

## Geographie

### Verlauf
Der Rothenfelser Salzbach entspringt im Staatsforst Westrich auf einer Höhe von etwa 293 m ü. NHN knapp einen Kilometer südlich von Lemberg in einem Laubwald südlich des Schnapphahnecks.
Er fließt zunächst, begleitet von einem Waldweg, etwa einen halben Kilometer in östlicher Richtung durch das enge, klippereiche und bewaldete Rothenfelser Tal. Bei der Flur Im roten Felsental wechselt er auf Ostsüdost-Kurs und zieht dann am Südwestfuß des Haberkopfs entlang.
Er unterquert noch die  L 485 und mündet schließlich auf einer Höhe von ungefähr 251 m ü. NHN unterirdisch verdolt von links in den aus dem Westsüdwesten kommenden und dort auch Buchbach genannten mittleren Salzbach. Knapp 400 m bachabwärts mündet auf der anderen Seite der Katzenbach.
Der 958 m lange Lauf des Rothenfelser Salzbachs endet ungefähr 42 Höhenmeter unterhalb seiner Quelle, er hat somit ein mittleres Sohlgefälle von etwa 44 ‰.

### Einzugsgebiet
Das 95,6 ha große Einzugsgebiet des Rothenfelser Salzbachs liegt im Südwestlichen Pfälzerwald und wird durch ihn über den Salzbach, die Lauter und den Rhein zur Nordsee entwässert.
Es grenzt
- im Südwesten an das Einzugsgebiet des Schimmelbachs, der in den Salzbach mündet;
- im Westen und Nordwesten an das des Rothenbachs, der in die Rodalb mündet,
- im Norden an das der Rodalb direkt, die über den Schwarzbach, die Blies, die Saar und die Mosel in den Rhein entwässert;
- ansonsten an das des Salzbachs.

Fast das gesamte Einzugsgebiet ist bewaldet. Die höchste Erhebung ist der Rothenberg mit einer Höhe vom 420,2 m ü. NHN im Norden des Einzugsgebiets.

## Natur und Umwelt
Der Rothenfelser Salzbach fließt durch das Biotop Buchenwald zwischen Glashütte und Langmühle. Das Biotop hat einen reichen Bestand an Altholz und Höhlenbäumen. Es wachsen dort vor allem Rotbuchen und Stieleichen und unten am Boden in der Krautschicht gedeihen u. a. die Weiße und die Frühlings-Hainsimse, das Hain-Rispengras und der Waldsauerklee.